# Alberto Cappi
Alberto Cappi (Revere, 5 maggio 1940 – Ostiglia, 28 giugno 2009) è stato un poeta italiano.

## Biografia
Nato a Revere (MN) nel 1940, è morto a Ostiglia il 28 giugno 2009. È stato redattore delle riviste "Anterem", "Quaderno", "La Corte", "Molloy", "Steve", "Testuale", "Tracce"; ha collaborato a "Concertino", "Poesia", "Testo a fronte", "La Clessidra", "Il Verri", "Hebenon", "Gradiva" e "Differentia", la venezuelana "Zona Franca" e la spagnola "Serta". Ha svolto il lavoro di critico letterario per l' "Editoriale Le Gazzette".
Ha curato alcune collane di poesia:  "L'Albero Cavo" a Pescara, "La città dei poeti" e "Poesia del '900" a Mantova, "Nightigale" a Faenza.  Le sue poesie sono state pubblicate in antologie italiane e straniere. 

## La critica letteraria
Nel 1984 Gino Baratta nella prefazione al libro Per versioni (1980-84) definisce Cappi "...voce oracolare, voce che sale dal fondo dell'antro" , "La voce della  Sibilla", come sintetizzerà il titolo del saggio.
Ottavio Rossani, delineandone l'itinerario poetico, lo presenta come "...uno dei più spericolati e efficaci sperimentalisti".
Carlo Alberto Sitta , nel 2008, dice della sua poesia:
(Carlo Alberto Sitta, Alberto Cappi, Materiali per un bestiario quotidiano, Modena, 20 settembre 2008. )

## Opere

### Poesia
- Passo Passo (Firenze, 1965);
- Alfabeto (Milano, 1973); 7 (Torino, 1976);
- Mapa (Mantova, 1980);
- Per Versioni (1984);
- Casa delle Forme (1992);
- Piccoli dei (1994);
- Il Sereno Untore(1997);
- Parole nella leggenda (1997);
- Quaderno Mantovano (1999);
- Quattro canti (2000);
- Visitazioni (2001);
- Libro di terra (2003);
- La casa del custode (2004);
- La bontà animale(2006);
- Il modello del mondo (Torino, 2008);
- Poesie 1973-2006 (2009).

### Saggi
Il Testo e il Viaggio (Mantova, 1977); 
Materiali per un frammento (Udine, 1989); 
Linguistica e semiologia (Torino, 1994); 
Materiali per una voce (Grottammare, 1995); 
In atto di poesia (Napoli, 1997);
Linguistica e semiologia (1994)
Materiali per un'arca (Bologna, 1998); 
Il luogo del verso (Yale, 1998); 
Il passo di Euridice (Milano, 1999).

### Traduzioni
- Juan Liscano, Nella notte venne e baciò le mie labbra, (Milano, 1981);
- Juan Liscano, Fondazioni. (Bologna, 1995);
- Juan Liscano, Ricordo dell'Adamo caduto : poesie (1941-1942), Mantova, Sometti, stampa 1999.
- AA.VV, Une sorciere blonde : poesie d'amore del 900 francese, Mantova, Sometti, 1999.
- Alain Jouffroy, Cerfs Volants (Mantova, 1993);
- Florbela Espanca, Dodici Sonetti (Milano, 1997);
- Ernesto Cardenal, Quetzalcoatl, (Faenza, 1999).
- AA.VV, Il canto sotto la bruma : antologia della poesia iberoamericana del secondo '900, Mantova, Sometti, 2001.

## Antologie
- Tutti li miei pensier parlan d'amore, (1988);
- L'acqua di Manto, (1989);
- And lovely is the rose, (1990);
- A las cinco de la tarde (1993);
- Teoria e poesia (1993);
- Mamanto (1994);
- Parole nella leggenda (1997).

### Prefazioni
- Poesia della traduzione, a cura di Alberto Bertoni e Alberto Cappi, Mantova, Sometti, 2003.
- La voce che ci parla: antologia di poesia europea contemporanea, a cura di Alberto Cappi, Suzzara, Bottazzi, 2005. -
- Alchimico : 2003-2005, Gianna Pinotti, prefazione di Alberto Cappi, Mantova, Comune di Mantova, 2006, Suzzara, Bottazzi.
- "Amore e oro" Emily Pigozzi, prefazione di Alberto Cappi. Bonaccorso, Verona, 2007
- "Retrospettive dell'inquietudine"  Rita Caramma, prefazione di Alberto Cappi, Zona ed. Arezzo 2008